# Мейсце-Пястове (гмина)
Мейсце-Пястове (пол. Miejsce Piastowe) — сельская гмина (волость) в Польше, входит как административная единица в Кросненский повет (Подкарпатское воеводство), Подкарпатское воеводство. Население — 13 385 человек (на 2004 год).

## Демография
| Перепись                       | Всего   | Всего | Женщины | Женщины | Мужчины | Мужчины |
| ------------------------------ | ------- | ----- | ------- | ------- | ------- | ------- |
| Единицы                        | человек | %     | человек | %       | человек | %       |
| Население                      | 13 385  | 100   | 6900    | 51,6    | 6485    | 48,4    |
| Плотность населения (чел./км²) | 260,1   | 260,1 | 134,1   | 134,1   | 126     | 126     |

## Поселения
1. Гловенка
2. Ленжаны
3. Мейсце-Пястове
4. Нижна-Лонка
5. Роги
6. Тарговиска
7. Видач
8. Вроцанка
9. Залесе

## Соседние гмины
1. Гмина Хоркувка
2. Гмина Дукля
3. Гмина Хачув
4. Гмина Ивонич-Здруй
5. Кросно
6. Гмина Кросценко-Выжне
7. Гмина Рыманув